# Гарлицкий, Пётр
Пётр Гарлицкий (пол. Piotr Garlicki; род. 15 июня 1945) — польский актёр театра, кино и телевидения, также актёр озвучивания.

## Биография
Пётр Гарлицкий родился в Варшаве. Актёрское образование получил в Государственной высшей театральной школе в Варшаве (теперь Театральная академия им. А. Зельверовича), которую окончил в 1971 году. Актёр варшавских театров, выступает в спектаклях польского «театра телевидения» с 1972 года.
Его сын — актёр Лукаш Гарлицкий.

## Избранная фильмография
актёр:
- 1971 — За стеной / Za ścianą
- 1971 — Голубое, как Чёрное море / Niebieskie jak Morze Czarne
- 1976 — Теневая черта / Smuga cienia
- 1976 — Защитные цвета / Barwy ochronne
- 1977 — Страсть / Pasja
- 1978 — Спираль / Spirala
- 1978 — Особых примет нет / Znaków szczególnych brak (СССР, ПНР) — Феликс Дзержинский — главная роль
- 1979 — Секрет Энигмы / Sekret Enigmy
- 1980 — Королева Бона / Królowa Bona
- 1983 — Шкатулка из Гонконга / Szkatułka z Hongkongu
- 1984 — Таис / Thais
- 1999—2018 — В добре и в зле / Na dobre i na złe (одна из главных ролей)
- 2001 — Камо грядеши / Quo vadis
- 2002 — Там, где живут эскимосы / Where Eskimos Live
- 2007 — Тайна секретного шифра / Tajemnica twierdzy szyfrów
- 2009 — Повторный визит / Rewizyta
- 2011 — Чёрный четверг / Czarny czwartek
- 2012 — Ганс Клосс. Ставка выше, чем смерть / Hans Kloss. Stawka większa niż śmierć

польский дубляж:
- Гарри Поттер и Дары Смерти: часть 1
- Легенды ночных стражей